# Eva Neymann
Eva Neymann  (ukrainisch Є́ва Не́йман; * 21. Juni 1974 in Saporischschja, Ukrainische SSR) ist eine deutsch-ukrainische Regisseurin.

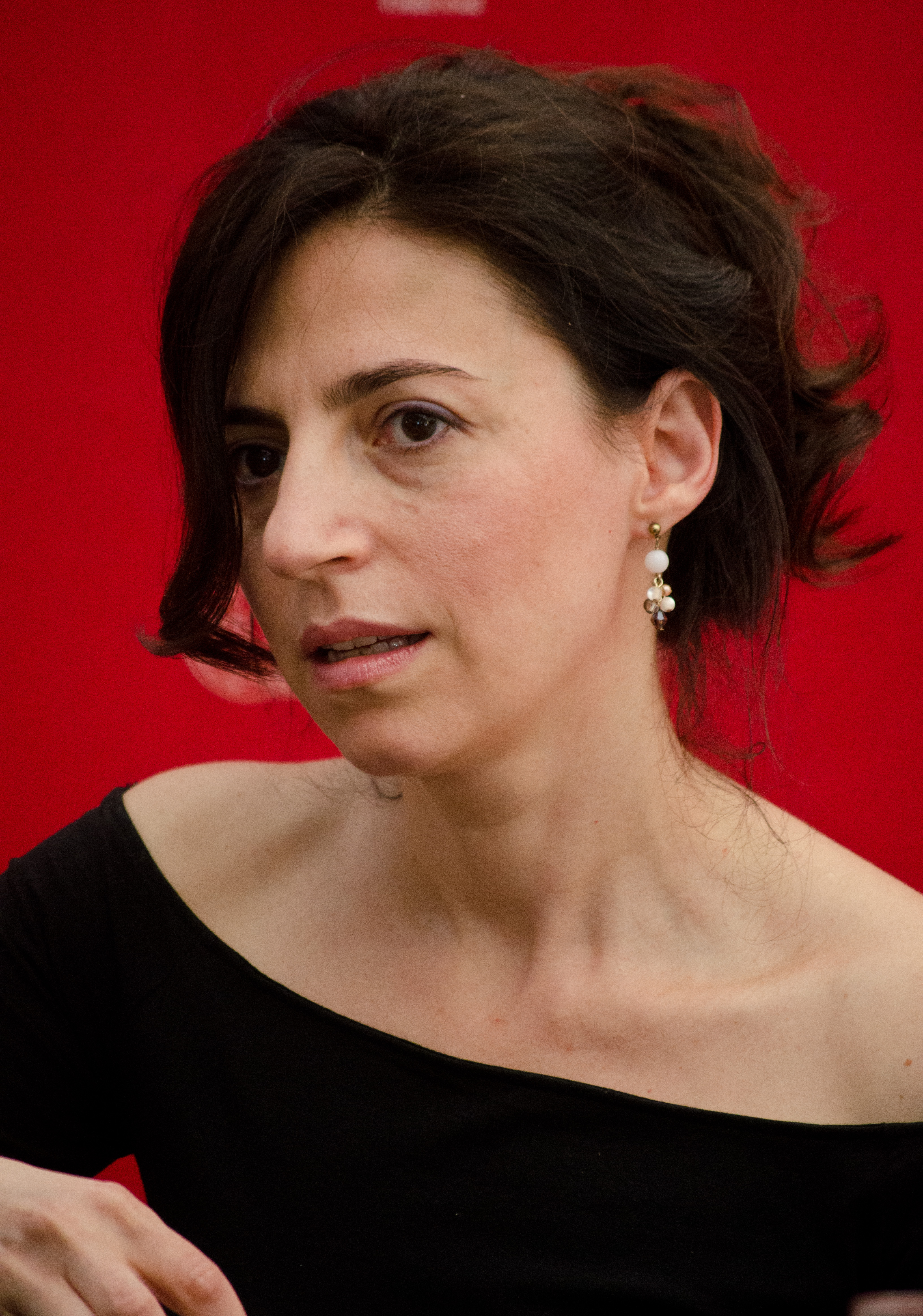
Eva Neymann 2015

## Leben
Eva Neymann wurde als Tochter eines Ingenieurs und einer Musikwissenschaftlerin geboren. Sie studierte Psychologie und Sozialpädagogik an der Nationalen Universität Saporischschja.
Im Jahr 1993 wanderte sie nach Deutschland aus. Nach einem Jurastudium in Marburg ging sie 1997 an die Deutsche Film- und Fernsehakademie Berlin (DFFB), die sie 2006 abschloss. Im Jahr 2000 war sie für die Regisseurin Kira Muratowa während der Dreharbeiten zu dem Film Menschen zweiter Klasse als Praktikantin tätig.
Der Film Am Fluss wurde im Filmstudio Odessa in russischer Sprache gedreht und im Jahr 2007 beim Internationalen Moskauer Filmfestival (als erster nach 1991 in der Ukraine entstandener Film) gezeigt.
Wege Gottes, Neymanns Abschlussfilm an der DFFB, wurde 2007 in Deutschland mit dem FIRST STEPS Award gewürdigt. Der Film Haus mit dem Türmchen, basiert auf der gleichnamigen Kurzgeschichte von Friedrich Gorenstein, feierte seine Premiere 2012 auf dem Filmfestival in Karlovy Vary und erhielt u. a. East of the West Award in Karlovy Vary. Der Film Lied der Lieder, der 2015 auf dem Filmfestival in Odessa zwei Mal mit dem Goldenen Duke ausgezeichnet wurde, basiert auf einer Erzählung des jüdischen Schriftstellers Scholem Alejchem.

## Werke
Kurzfilme
- 1998: Chrysanthemen in Gelb (Хризантемы в жёлтом)
- 2000: Chronik eines Abschieds (Хроника прощания)
- 2001: Halt still, mach weiter (Замри, отомри)[6]

Dokumentarfilme
- 2004:  Alles beim Alten (Всё по-старому)
- 2005:  Das Meer sehen
- 2006:  Wege Gottes (Пути Господни)
- 2021:  Pryvoz (Привоз)
- 2025:  Bomben und Träume

Spielfilme
- 2007:  Am Fluss (У реки)
- 2012:  Das Haus mit dem Türmchen (Дом с башенкой)
- 2015:  Lied der Lieder (Песнь песней)

## Auszeichnungen
- 2007: FIRST STEPS Award für Wege Gottes
- 2008: Preis des Auswärtigen Amtes für „künstlerische Originalität, die kulturelle Vielfalt schafft“ beim Filmfestival goEast für Am Fluss
- 2012: East of the West Award des Internationalen Filmfestivals Karlovy Vary für Das Haus mit dem Türmchen
- 2012: Großer Preis des Black Nights Filmfestivals Tallinn für Das Haus mit dem Türmchen
- 2015: Goldener Duke des Internationalen Filmfestivals Odessa in der Kategorie Bester ukrainischer Spielfilm und Jurypreis in der Kategorie Bester Film im internationalen Wettbewerb für Lied der Lieder